# Дувановы
Дувановы (тат. Дуваннар, ед. Дуван, баш. Дыуан)—  древний дворянский род происходивший от татарских мурз из Большой орды.
В “Бархатной книге” (1686) написано: Род Дувановы выехали из Большой Орды. Родословная их в росписи Апраксиных под № 43.
Две ветви рода Дувановых внесены в VI часть дворянской родословной книги Рязанской губернии (1811 и 1830).

## Происхождение и история рода
По сказаниям древних родословных книг, к великому князю Олегу Ивановичу Рязанскому выехали из Большой орды два знаменитых мужа: татарские мурзы Салахмир  и Едуган (Еду-хан, от него Хитровы)  Мирославовичи. Салахмир принял святое крещение и был наречён - Иван  Мирославович. Великий князь Олег Иванович пожаловал его титулом Боярин рязанский и отдал в жены свою младшую сестру, княжну Анастасию Ивановну, а также пожаловал вотчины: Михайлово поле, Вердерев, Веркоша, Венев, Ростовец, Беспутский стан.
Родоначальником Дувановых является праправнук мурзы Салахмира и княжны Анастасии Ивановны — Иван Алтуфьевич Дуван . При официальном присоединении рязанского княжества к московскому (1521) упомянут брат Ивана Дувана — Андрей Пароват Олтуфьев.
Дувановы - рязанские поместный род. В Дворовой тетради записан Иван Фёдорович Дуванов (1550) и в дальнейшем упомянуты: его брат Андрей Фёдорович с сыном Владимиром (1560), Иван и Леонтий Ивановичи (1590). При бегстве великого князя рязанского Ивана Ивановича в Литву (1521), ему помогали бояре Сумбуловы, Глебовы, Кобяковы и братья Иван Дуван и Андрей Пороватый Алтуфьевы. Оба брата после розыскного дела вернулись в Рязань и дали начало роду Пороватых и Дувановых. В Литве с князем Иваном Ивановичем остались однородцы, два брата Крюковы.
Пять представителей рода владели населёнными имениями (1699).

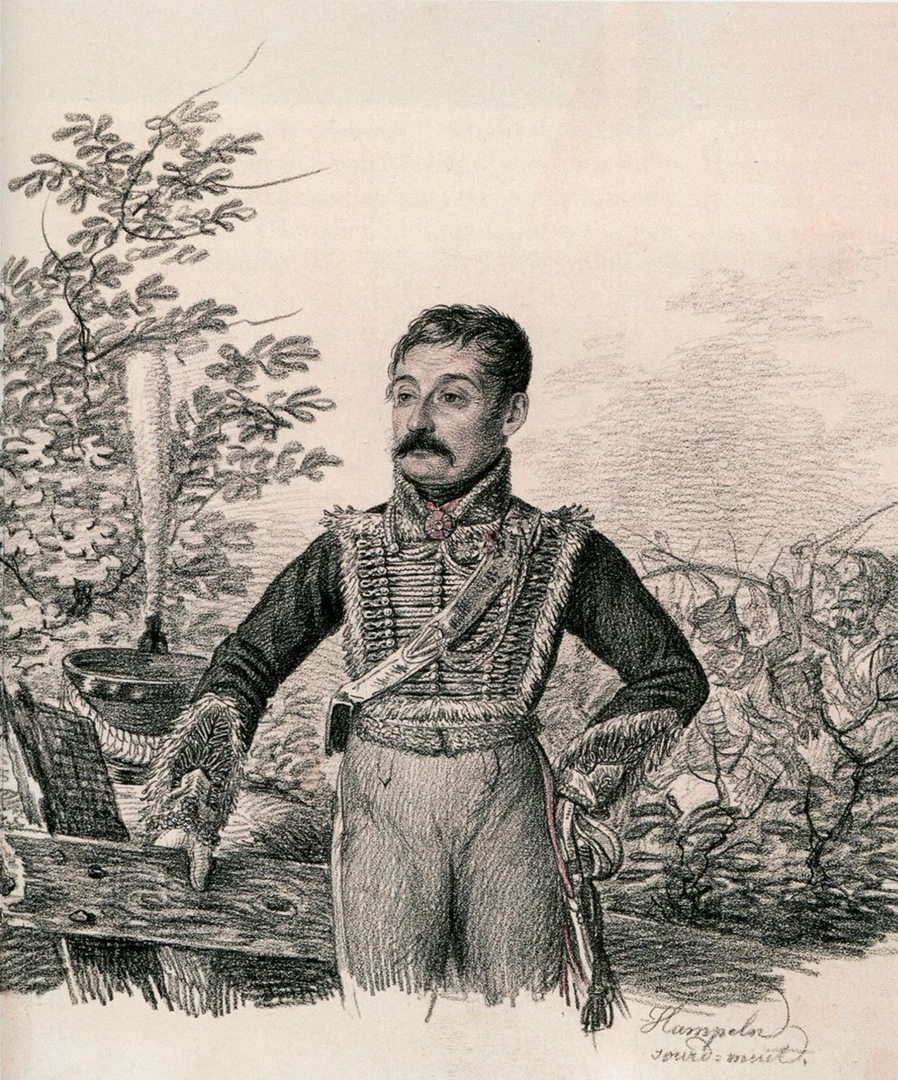
Портрет Акима Васильевича Дуванова из Третьяковской галереи.

## Известные представители
- Дуванов, Василий Алексеевич — Георгиевский кавалер, капитан 2-го ранга, № 8904; 1 февраля 1852.
- Дуванов, Василий Никифорович — Георгиевский кавалер, поручик, № 2405 (1038); 8 апреля 1812.